# Allemans-du-Dropt
Allemans-du-Dropt – miejscowość i gmina we Francji, w regionie Nowa Akwitania, w departamencie Lot i Garonna.
Według danych na rok 1990 gminę zamieszkiwało 455 osób, a gęstość zaludnienia wynosiła 71 osób/km² (wśród 2290 gmin Akwitanii Allemans-du-Dropt plasuje się na 746. miejscu pod względem liczby ludności, natomiast pod względem powierzchni na miejscu 1327.).